# Apsinthioi
Apsinthioi au fost un trib trac. În antichitate trăiau în bazinul inferior al râului Evros, pe malul drept, azi Corpilica, Bulgaria. Centrul tribului era localitatea Apsinthis. Sunt menționați de Strabon și Herodot că au apărut încă din sec. V î.Hr. și aduceau jertfe umane zeului lor Pleistoros. 